# Симфонія № 32 (Моцарт)

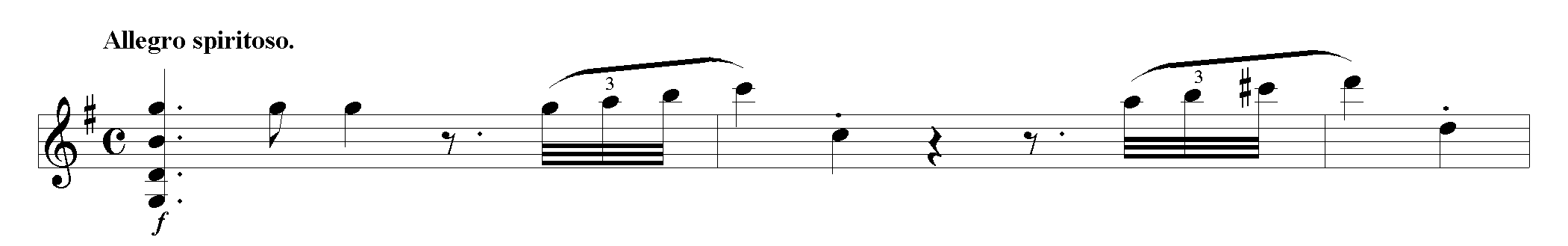
Симфонія № 32 (Моцарт), початок

Симфонія № 32, соль мажор, KV 318 Вольфганга Амадея Моцарта була написана в 1779 році.
Структура:
1. Allegro spiritoso, 4/4
2. Andante, 3/8
3. Primo Tempo, 4/4

## Ноти і література
Вікісховище має мультимедійні дані за темою: Симфонія № 32 (Моцарт)
- Ноти [Архівовано 30 вересня 2010 у Wayback Machine.] на IMSLP
- Dearling, Robert: The Music of Wolfgang Amadeus Mozart: The Symphonies Associated University Presses Ltd, London 1982 ISBN 0-8386-2335-2
- Kenyon, Nicholas: The Pegasus Pocket Guide to Mozart Pegasus Books, New York 2006 ISBN 1-933648-23-6
- Zaslav, Neal:Mozart's Symphonies: Context, Performance Practice, Reception OUP, Oxford 1991 ISBN 0-19-816286-3